# Univerzita Štýrský Hradec

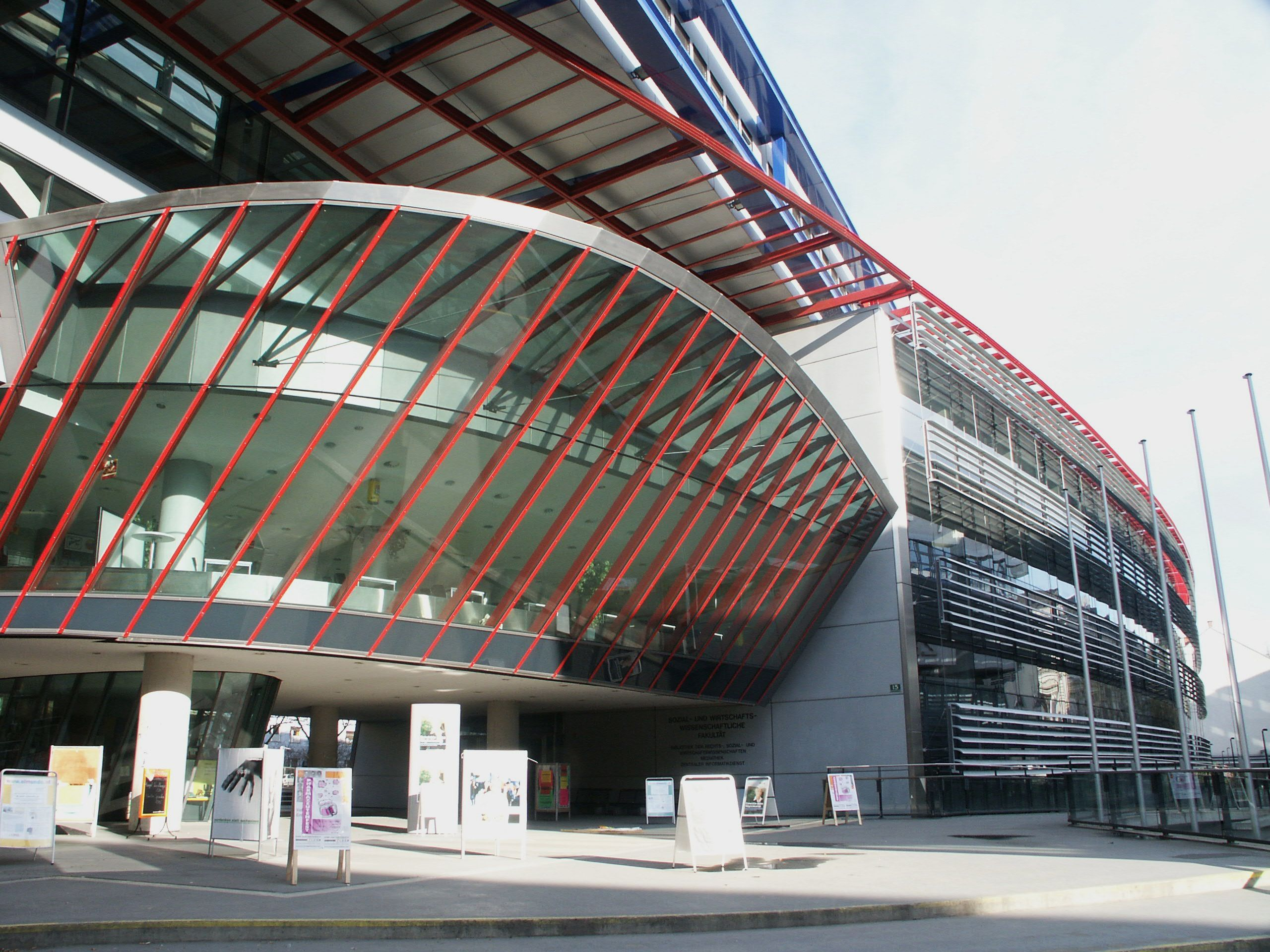
Budova fakulty právní a hospodářské vědy

Univerzita Štýrský Hradec (německy Universität Graz, též Karl-Franzens-Universität Graz nebo KFU Graz) je vysoká škola ve městě Štýrský Hradec v Rakousku.

## Historie

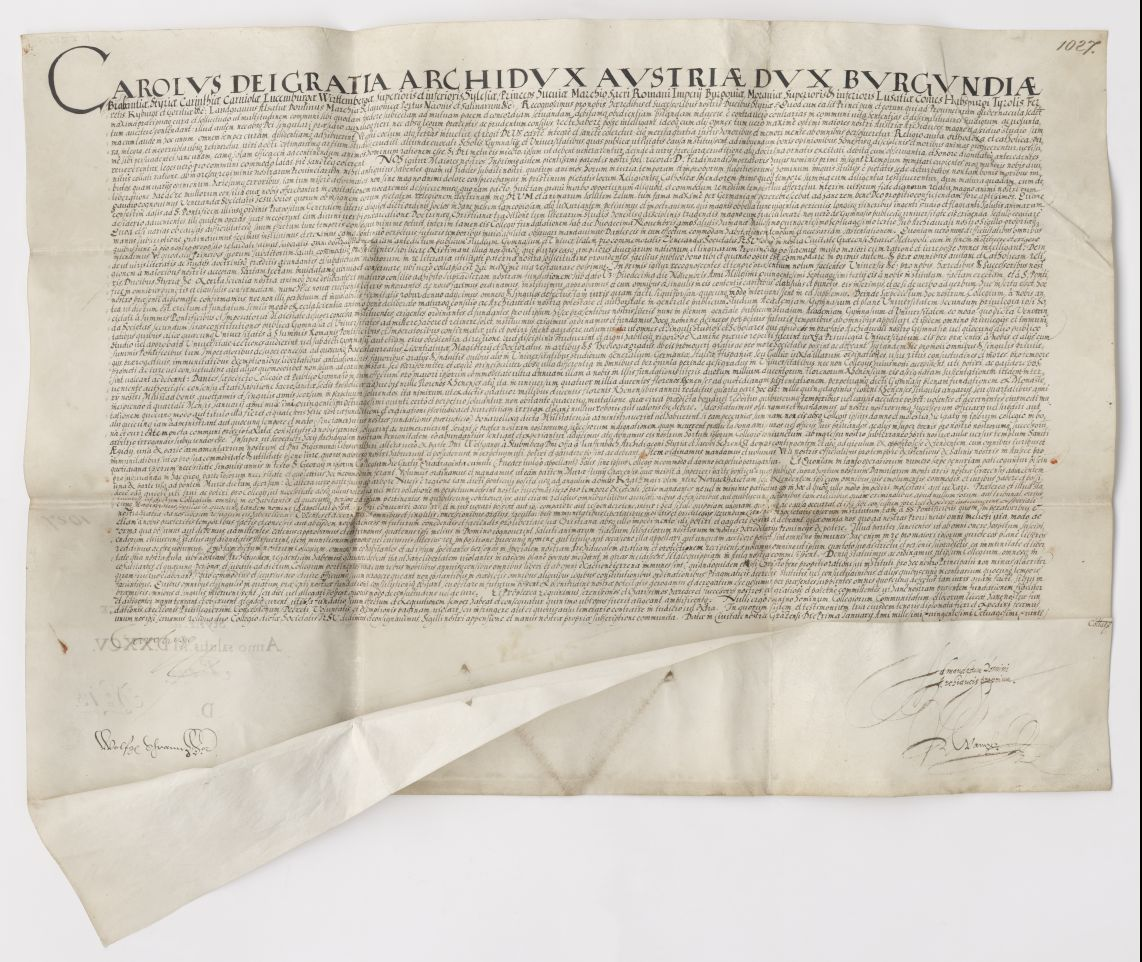
Zakládací listina univerzity od archivévody Karla II. z 1. ledna 1585.

Je to druhá nejstarší univerzita v Rakousku. Založil ji roku 1585 arcivévoda Karel II. Štýrský. Tehdy měla filozofickou a teologickou fakultu. V roce 1778 přibyla právnická fakulta. Roku 1782 byl ústav proměněn na lyceum. Teprve roku 1827 ji císař František I. Rakouský opětovně povýšil na univerzitu pod názvem Karl-Franzens-Universität. V roce 1863 vznikla lékařská fakulta. Nynější kampus univerzity vznikal od roku 1870. Hlavní budova byla otevřena roku 1895. Od roku 1897 na škole studovaly první ženy.
Po nástupu nacistické moci v roce 1938 byli propuštěni mnozí pedagogové a ze školy odešla třetina studentů. Od 60. let 20. století zažívá univerzita opětovný nárůst počtu studujících. V roce 2004 se osamostatnila fakulta lékařství. V roce 2007 naopak univerzita otevřela novou fakultu ekologických, regionálních a pedagogických studií.

## Struktura
V čele univerzity stojí rektor a čtyři vicerektoři. Škola má šest fakult.
- Katolická teologická fakulta
- Právnická fakulta
- Fakulta sociálních a hospodářských věd
- Fakulta ekologických, regionálních a pedagogických studií
- Fakulta humanitních studií
- Fakulta přírodních věd